# شعب أوغوني

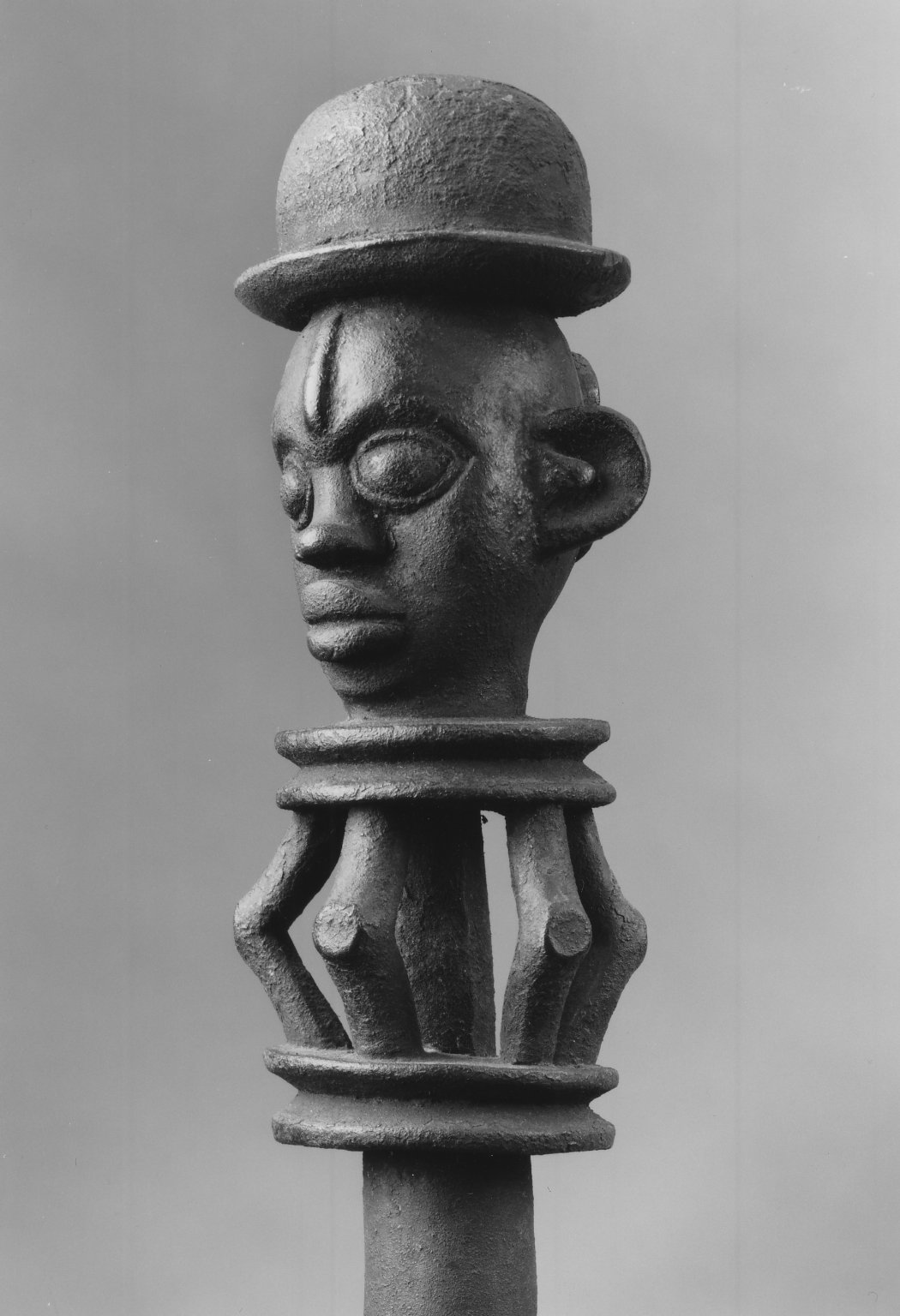

شعب أوغوني (المعروف أيضًا باسم أوغوني) هم أشخاص في منطقة منطقة سناتوري الجنوبية الشرقية في ولاية ريفرز نيجيريا. يبلغ عددهم الآن أكثر من مليوني شخص ويعيشون في وطن مساحته 404 ميل مربع (1050 كيلومتر مربع) ويشار إليهم أيضًا باسم أوغوني أو أوغونيلاند. يتشاركون في المشاكل البيئية المرتبطة بالنفط مع شعب إيجاو في دلتا النيجر.
ارتفع انتباه الأوغوني إلى الاهتمام الدولي بعد حملة احتجاج جماهيرية واسعة النطاق ضد شركة شل أويل، بقيادة حركة من أجل بقاء شعب أوغوني (MOSOP)، وهي أيضًا عضو في منظمة الأمم والشعوب غير الممثلة (UNPO).